# Saltator fuliginosus
El pepitero negro (en Argentina y Paraguay), pepitero fuliginoso o piquigordo de garganta negra (Saltator fuliginosus) es una especie de ave paseriforme de la familia Thraupidae perteneciente al  numeroso género Saltator, anteriormente colocada en la familia Cardinalidae. Es nativo del centro este de América del Sur.

## Distribución y hábitat

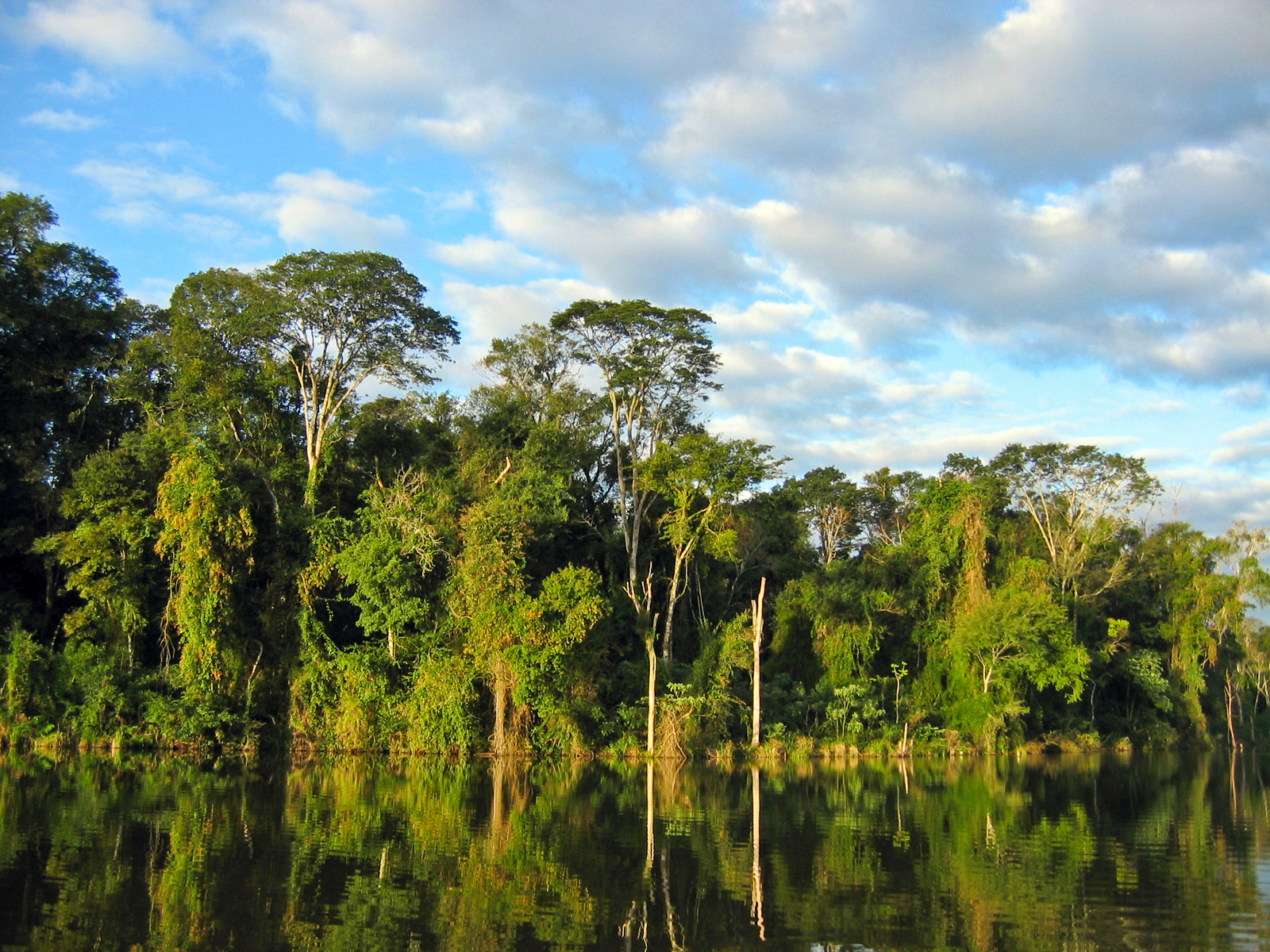
Selva Paranaense en el este del Paraguay; un ejemplo del hábitat donde vive esta especie.

Se extiende desde el este de Brasil en los estados de Alagoas y Pernambuco, en Goiás, y desde Bahía y Minas Gerais hasta el norte de Río Grande del Sur; el este de Paraguay (donde es raro), hasta el noreste de Argentina, en la provincia de Misiones.
Sus hábitats típicos son los estratos medio y alto de selvas húmedas tropicales y subtropicales, en la Selva Paranaense y la Mata Atlántica, se vuelve más montano hacia el norte, hasta los 1200 m de altitud.

## Comportamiento

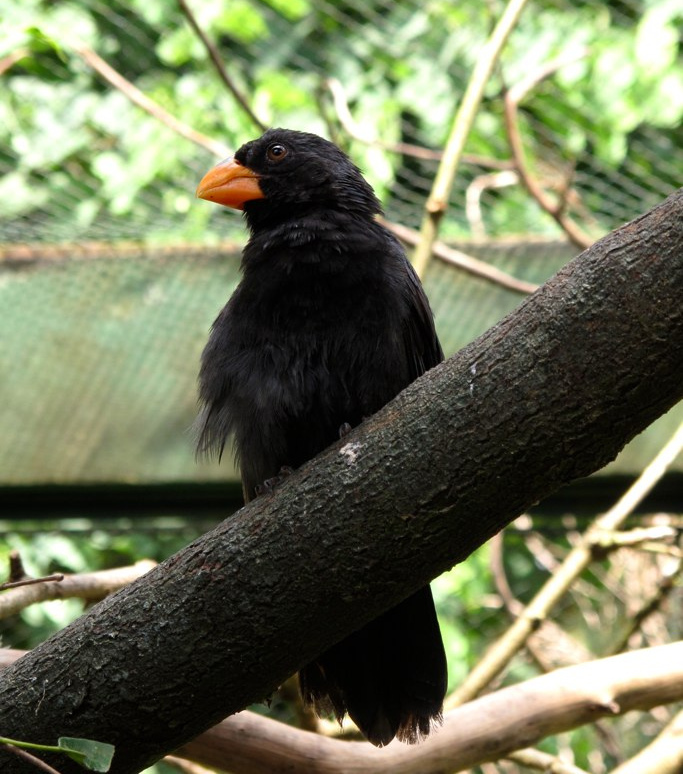
Ejemplar en un zoo de Santa Catarina, Brasil. En cautiverio su pico rojo se torna anaranjado.

Esta especie se alimenta de semillas, frutos, brotes de hojas, y artrópodos. El macho emite un fuerte canto desde lo alto de un árbol. Construye su nido en forma de taza en las ramas de los árboles. Para ello emplea fibras vegetales, tapizando el interior con pelos o plumas.

## Sistemática

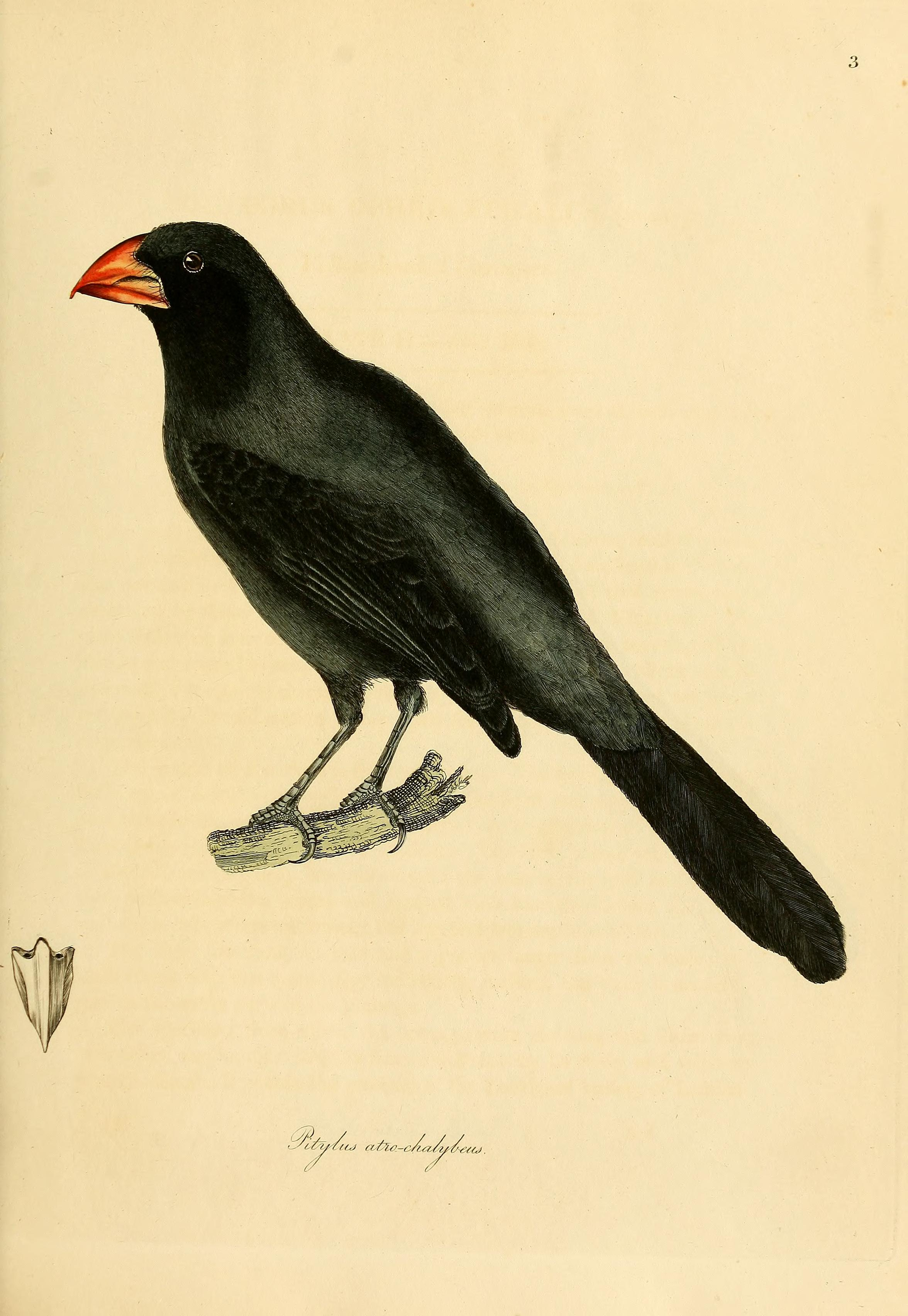
Pitylus atro-chalybeus sinónimo de Saltator fuliginosus, ilustración en Illustrations of ornithology, 1826.

### Descripción original
La especie S. fuliginosus fue descrita por primera vez por el naturalista francés François Marie Daudin en 1800 bajo el nombre científico Loxia fuliginosa; su localidad tipo es: «Río de Janeiro, Brasil».

### Etimología
El nombre genérico masculino «Saltator» proviene del latín «saltator, saltatoris» que significa ‘bailarín’; y el nombre de la especie «fuliginosus» en latín moderno significa ‘cubierto de hollín’.

### Taxonomía
El género Saltator era tradicionalmente colocado en la familia Cardinalidae, pero las evidencias genéticas demostraron que pertenece a Thraupidae, de acuerdo con Klicka et al (2007). Las evidencias genéticas muestran que la presente especie es hermana de Saltator grossus (ambas estuvieron colocadas en el pasado en un género propio Pitylus) y que el par formado por ambas es próximo de un clado integrado por S. cinctus y el par S. aurantiirostris y S. maxillosus. Es monotípica.